# Оржицкий район
О́ржицкий райо́н (укр. Оржицький район) — упразднённая административная единица на западе Полтавской области Украины. Административный центр — посёлок городского типа Оржица.

## География
Оржицкий район находится на западе Полтавской области Украины.
С ним соседствуют
Семёновский,
Хорольский,
Лубенский,
Гребёнковский районы Полтавской области,
Драбовский и
Чернобаевский районы Черкасской области.
Площадь района — 1000 км².
Административный центр — посёлок городского типа Оржица.
Через район протекают реки
Сула,
Слепород,
Оржица,
Гнилая Оржица,
Сухая Оржица,
Вязовец,
Иржавец,
Ржавец,
Чумгак.
Наибольшие реки — Сула, протяженность русла составляет 22 км, её притоки: реки Оржица и Слепород. Водное пространство района составляет 1068 гектаров. В районе есть 22 ставка общей площадью водного зеркала свыше 240 гектаров и общим объёмом 4900 тыс. м³ зарегулированной воды.

## История
Район образован 7 марта 1923 года.
В 1961 годе район был ликвидирован, его территория вошла в состав Лубенского района. Но уже в 1965 году Оржицкий район был вновь воссоздан.
17 июля 2020 года Оржицкий район был ликвидирован постановлением Верховной Рады Украины. Территория района была передана Лубенскому району.

## Демография
Население района составляет 23 139 человек (2019),
в том числе городское — 5 268 человек,
сельское — 17 871 человек.

## Административное устройство
Район включает в себя:
| - Поселковых советов: 2 - Сельских советов: 19 | - Посёлков городского типа: 2 - Сёл: 50 |

### Местные советы[6]
| - Оржицкий поселковый совет - Новооржицкий поселковый совет - Воронинцевский сельский совет - Денисовский сельский совет - Зарогский сельский совет - Золотухинский сельский совет - Круподеринский сельский совет - Куйбышевский сельский совет - Лазорковский сельский совет - Лукомский сельский совет - Онишковский сельский совет | - Плеховский сельский совет - Райозерский сельский совет - Савинский сельский совет - Сазоновский сельский совет - Селецкий сельский совет - Староиржавецкий сельский совет - Чевельчанский сельский совет - Черевковский сельский совет - Чутовский сельский совет - Яблоневский сельский совет |

### Населённые пункты[7]
| с. Великоселецкое с. Вишнёвое с. Воронинцы с. Грабов с. Денисовка с. Дмитровка с. Загребелье с. Загребля с. Залужное с. Заречье с. Зарог с. Золотухи с. Ивановка | с. Казачье с. Колодна с. Котляревское с. Круподеринцы с. Лазорки с. Лукомье с. Максимовщина с. Малоселецкое с. Маяковка с. Несено-Иржавец с. Нижний Иржавец с. Новое пгт Новооржицкое | с. Новоселовка с. Новый Иржавец с. Онишки пгт Оржица с. Пилиповичи с. Плехов с. Полуниевка с. Приймовщина с. Райозеро с. Савинцы с. Сазоновка с. Слепород с. Старый Иржавец | с. Тарасенково с. Тарасовка с. Теремецкое с. Тимки с. Хорошки с. Хоружевка с. Чайковщина с. Чевельча с. Черевки с. Чернета с. Чмыхалово с. Чутовка с. Яблонево |

#### Ликвидированные населённые пункты[8]
| с. Ивахненки | с. Петровского | с. Рожки | с. Сауловка |